# Red Right Hand
Red Right Hand (littéralement, Main droite rouge) est une chanson du groupe de rock australien Nick Cave and the Bad Seeds. Elle fait partie de leur huitième album, Let Love In (1994), sorti le 24 octobre 1994. Le titre est issu du poème épique Le Paradis Perdu de John Milton dans lequel il fait référence à la main vengeresse de Dieu.
La chanson est devenue une des plus emblématiques de Cave, étant jouée dans la plupart de ses concerts ; depuis 1984, seul « The Mercy Seat » y est interprété plus souvent. Depuis, elle s’est illustrée dans le générique de la série Peaky Blinders, nouvelle célébrité conduisant à la réédition du single en 2014. Elle a été, entre autres, reprise par Arctic Monkeys, PJ Harvey, Iggy Pop, Jarvis Cocker et Snoop Dogg.

## Contexte
D’après le groupe, l'expression « red right hand » provient du poème épique Le Paradis Perdu de John Milton faisant référence à une vengeance divine.
En 2004, le chercheur Kim Beissel a affirmé que « Red Right Hand » était vaguement basée sur la chanson de 1987 de Tom Waits « Way Down in the Hole ».

## Cinéma et télévision

### Publicité
- La chanson a été utilisée par l’office du tourisme de l’Australie du Sud dans sa campagne commerciale télévisée Barossa, Be Consumed[3].
- La chanson a été utilisée par la société new-yorkaise de design GrandArmy dans un clip promotionnel pour la marque mexicaine de tequila El Jimador[4].

### Films et bandes sonores
- Dumb and Dumber (1994)
- Songs in the Key of X (1996)
- Scream (1996)
- Box of Moonlight (1996)
- Scream 2 (1997)
- Scream 3 (2000)
- Hellboy (2004)
- L'assistant du vampire (2009)
- Peaky Blinders (à partir de 2013)
- Wentworth (à partir de 2019)
- Scream (2022)
- Scream VI (2023)

### Scream
- La chanson apparaît dans tous les films de la franchise Scream à l'exception du quatrième opus[5]. La version originale est apparue dans la bande sonore de l’album pour le premier film en 1996, tandis qu’une version remixée de DJ Spooky apparaît dans l‘album du film Scream 2.
- Nick Cave a enregistré une autre version, parfois appelée « Red Right Hand 2 », pour le film Scream 3 (2000), et qui apparaît aussi dans son album B-Sides & Rarities (2005).

### Télévision
- La chanson a été utilisée dans l’épisode « Ascension » de la série X-Files en 1994, pendant le trajet en voiture de Duane Barry avec Dana Scully dans le coffre.
- La chanson a été utilisée pour une promo du show anglais Hollyoaks, durant « Fire Week » en 2010.
- Elle a été utilisée comme musique principale  pour la série télévisée de la BBC « Peaky Blinders ». Une version du groupe de rock Arctic Monkeys apparaît dans l’épisode 3 de la saison 2, et une autre version du groupe punk rock américain FIDLAR au début de la saison 4, et une reprise par la chanteuse folk Laura Marling dans le final de la saison 4[6].
- Elle a été utilisée comme musique principale de l’émission télévisée de l'ABC Jack Irish, avec Guy Pearce.

## Reprises
- Le groupe de rock anglais Arctic Monkeys a interprété une reprise de « Red Right Hand » en 2009. Une version enregistrée de la chanson apparaît sur la version japonaise de leur troisième album, Humbug (2009) et sur la face B du single " Crying Lightning " (2009)[7].
- Le musicien de jazz australien Frank Bennett a enregistré une version lounge de la chanson pour son album Five O'Clock Shadow (1996).
- Les Giant Sand ont repris la chanson sur leur album Cover Magazine (2002)[8].
- Ernst Molden a repris la chanson en allemand autrichien sur son album Weida Foan [9].
- Divers artistes ont repris la chanson pour le compte de la série télévisée Peaky Blinders, dont PJ Harvey, Laura Marling, Iggy Pop et Jarvis Cocker et Snoop Dogg.
- King Ralph la reprend dans Once (2020).